# Theodor Haubach

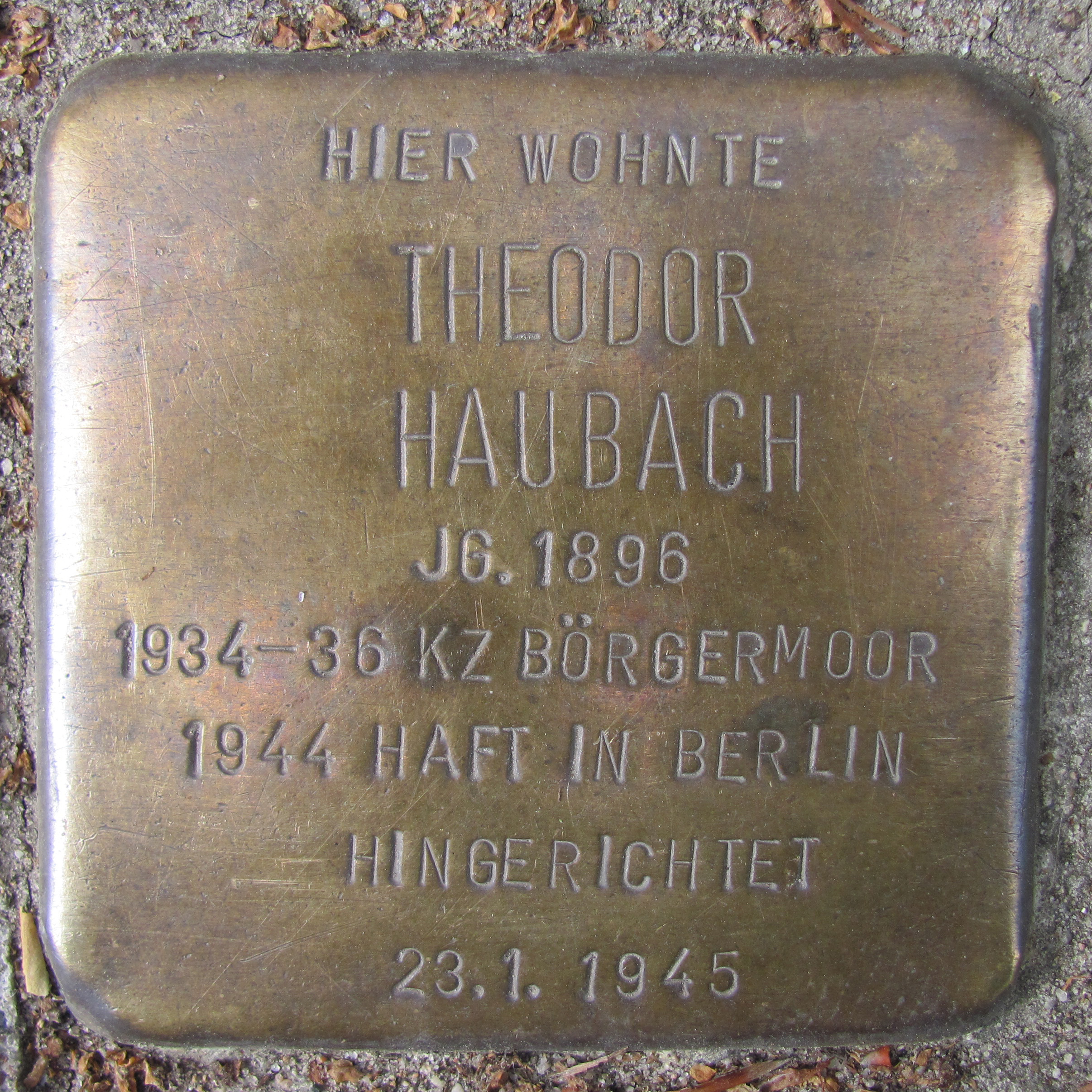
Stolperstein para Theodor Haubach em Hamburgo

Theodor Haubach (Frankfurt, 15 de setembro de 1896 – 23 de janeiro de 1945 em Berlim) foi um jornalista alemão, político do SPD e da Reichsbanner e combatente na resistência contra o regime nazista.
Theodor Haubach viveu sua infância e juventude em Darmstadt. Em 1914, logo após seu Abitur, participou como voluntário na Primeira Guerra Mundial, onde foi ferido. Após o horror de suas experiências de guerra, Haubach retomou os estudos.
De 1919 a 1923, ele estudou filosofia, sociologia e economia e se formou. A partir de 1920, Haubach, como seu amigo Carlo Mierendorff, era um membro do SPD e trabalhou ativamente com a Juventude Socialista. De 1924 a 1929, foi editor do jornal Hamburger Echo e, mais tarde foi associado no Ministério do Interior do Reich e com o Presidente da Polícia de Berlim (1929-1933). A partir de 1924, Theodor foi o principal membro do Reichsbanner Schwarz-Rot-Gold, uma associação que fez uma forte campanha pela democracia de Weimar e lutou ativamente sob o emblema das "Três Flechas" contra os nazistas.
A partir de fevereiro de 1933, Haubach, como muitos membros do SPD, foi perseguido pelo regime nazista. Após sua primeira prisão em 1934, foi detido no campo de concentração de Esterwegen. A partir de 1935, trabalhou como corretor de seguros e, posteriormente, estabeleceu contatos com o Círculo de Kreisau. Após o atentado frustrado contra Hitler na Toca do Lobo, na Prússia Oriental, em 20 de julho de 1944, Haubach foi preso e condenado à morte pelo "Tribunal Popular" nazista (Volksgerichtshof). Já doente, Theodor Haubach foi enforcado no dia 23 de janeiro de 1945, juntamente com Helmuth James Graf von Moltke, na Prisão de Plötzensee, em Berlim.